# Коваль Максим Панасович
Максим Панасович Коваль (нар. 20 квітня 1892, село Піски, тепер село Піщане Кременчуцького району Полтавської області — 16 травня 1976, село Піщане Кременчуцького району Полтавської області) — український радянський діяч, голова колгоспу імені Молотова (імені Горького) Кременчуцького району Полтавської області. Депутат Верховної Ради УРСР 3—4-го скликань.

## Біографія
Народився в родині селянина-середняка. Трудову діяльність розпочав у 1906 році робітником на підприємствах міста Кременчука.
З 1920 по 1931 рік займався хліборобством у своєму господарстві в селі Піщаному. У 1931 році вступив до колгоспу імені Молотова Кременчуцького району.
У 1934—1941 роках — голова правління колгоспу імені Молотова села Піщаного Кременчуцького району Полтавської області.
Під час німецько-радянської війни працював у 1943—1944 роках городником Харківської овочевої селекційної станції.
У 1944—1959 роках — голова правління колгоспу імені Молотова (з 1957 року — імені Горького) села Піщаного Кременчуцького району Полтавської області.
Член ВКП(б) з 1951 року.
З 1959 року — на пенсії в селі Піщаному Кременчуцького району Полтавської області. Деякий час очолював ланку пенсіонерів у колгоспі імені Горького Кременчуцького району.

## Нагороди
- орден Леніна (26.02.1958)
- орден Трудового Червоного Прапора
- медалі
- почесний громадянин села Піщаного (2006)